# 2 февраля
2 февраля — 33-й день года  по григорианскому календарю.
До конца года остаётся 332 дня (333 дня в високосные годы).
До 15 октября 1582 года — 2 февраля по юлианскому календарю, с 15 октября 1582 года — 2 февраля по григорианскому календарю.
В XX и XXI веках соответствует 20 января по юлианскому календарю.

## Праздники и памятные дни
См. также: Категория:Праздники 2 февраля

### Международные
- Всемирный день водно-болотных угодий.

### Национальные
- Азербайджан — День молодёжи.
- Испания, Канарские острова, — День Богоматери из Канделярии.
- Канада,  США — День сурка.
- Россия — День воинской славы России — День разгрома Красной Армией немецко-фашистских войск в Сталинградской битве (1943).
- Филиппины — День Конституции[2]
- Эстония — День заключения Тартуского договора (1920)

### Религиозные

#### Католицизм
- память сотника Корнилия
- Сретение Господне

#### Православие[3]

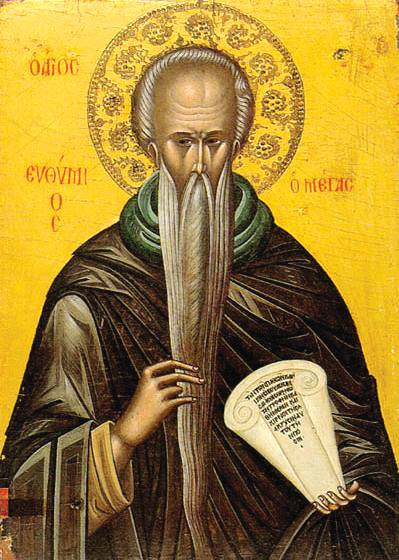
Евфимий Великий

- память преподобного Евфимия Великого (473)
- память мучеников Инны, Пинны и Риммы, Скифов (I—II)
- память мучеников Никомидийских: Васса, Евсевия, Евтихия и Василида (303)[4]
- память преподобных Евфимия схимника (XIV) и Лаврентия затворника (XIII—XIV), Печерских, в Дальних пещерах
- память преподобного Евфимия Сянжемского, Вологодского (ок. 1465)
- память священномученика Павла Добромыслова, пресвитера (1940)
- память исповедника Евфимия (Кереселидзе), игумена (1944).

### Именины
- Католические: Корнелий/Корнилий
- Православные: Агна, Василид, Васс, Евсевий, Евтихий, Евфимий, Захария, Инна, Лев, Лаврентий, Павел, Пинна, Римма, Фирс

## События
См. также: Категория:События 2 февраля

### До XIX века
- 506 — по распоряжению короля Алариха II был подготовлен и введён новый свод права, известный под названиями «Римский закон вестготов» (лат. Lex romanorum Visigothorum) или «Сокращение Алариха» (лат. Breviarium Alaricianum).
- 629 — император Дзёмэй стал 34-м императором Японии.
- 962 — Оттон I стал первым императором Священной Римской империи.
- 1033 — Конрад II был избран знатью северной Бургундии бургундским королём и коронован.
- 1119 — 162-м папой римским избран Ги Бургундский, принявший имя Каликст II.
- 1141 — Гражданская война в Англии: битва при Линкольне между сторонниками короля Стефана и королевы Матильды Шотландской. Армия Стефана была разбита, а сам король попал в плен, что позволило Матильде захватить власть в Англии.
- 1207 — на территории современных Латвии и Эстонии образовано княжество в составе Священной Римской империи, Терра Мариана.
- 1238 — разорение Москвы Батыем.
- 1348 — битва на Стреве около Ковно между армиями Тевтонского ордена и Великого княжества Литовского.
- 1386 — во время общего съезда шляхты в Люблине литовский князь Ягайло избран королём Польши под именем Владислава II.
- 1421 — при императоре Чжу Ди торжественно завершено строительство Запретного города в Пекине.
- 1440 — Фридрих III Габсбург стал королём Германии.
- 1461 — Война Алой и Белой розы: убедительная победа Йорков в битве при Мортимерс-Кросс.
- 1536 — испанский конкистадор Педро де Мендоса основал на западном берегу Ла-Платы город Буэнос-Айрес — впоследствии столицу Аргентины.
- 1542 — Адало-эфиопская война: португальские войска разгромили войска султаната Адал в битве при Басенте.
- 1558 — Император Фердинанд I своей грамотой подтвердил основание университета в Йене.
- 1589 — учреждено патриаршество в Москве.
- 1620 — образована Сибирская епархия.
- 1626 — коронация Карла I, английского короля.
- 1645 — произошла битва при Инверлохи.
- 1653 — Новый Амстердам (сейчас Нью-Йорк) получил городские права.
- 1676 — в Вавеле коронованы король Польши и великий князь литовский Ян III Собеский и его жена королева Марысенька.
- 1701 — вышел «Указ о постройке на Ладожском озере шести 18-пушечных кораблей», положивший начало Балтийскому флоту.
- 1709 — с острова Мас-а-Тьерра снимают Александра Селькирка — прототипа Робинзона Крузо. Он прожил на острове более 4 лет.
- 1732 — в России учреждена Воинская морская комиссия, оформившая первую военно-морскую доктрину России.
- 1797 — Война первой коалиции: после длительной осады капитулировала крепость Мантуи. В плен попали 18 тысяч солдат австрийской армии.

### XIX век
- 1831 — 254-м папой римским избран Бартоломео Альберто Капеллари, принявший имя Григорий XVI.
- 1838 — Республика Лос-Альтос провозгласила свою независимость от Гватемалы.
- 1848
  - Калифорнийская золотая лихорадка: в гавань Сан-Франциско прибыл первый корабль с китайскими эмигрантами.
  - Подписан договор Гуадалупе-Идальго, завершивший Американо-мексиканскую войну (1846—1848).
- 1864 — датчане вышли победителями в битве с пруссаками при Миссунде
- 1868 — падение замка Осака — захват замка Осака, являвшегося оплотом рода сёгунов Токугава, проимператорскими силами союза княжеств Сацума и Тёсю.
- 1886 — в США впервые официально праздновали День сурка.
- 1892 — американец Уильям Пейнтер из Балтимора (штат Мэриленд) получил патент на кроненпробку для плотного, герметичного закрытия бутылок.

### XX век
- 1905 — под копытами эскадрона гвардейской кавалерии рушится Египетский мост через реку Фонтанку в Санкт-Петербурге.
- 1914 — выходит на экраны первый фильм с участием Чарли Чаплина «Зарабатывая на жизнь».
- 1916 — отставка Ивана Горемыкина с поста председателя Совета министров. Назначение председателем Совета министров Бориса Штюрмера.
- 1918 — Совет народных комиссаров РСФСР принимает декрет «Об отделении Церкви от государства и школы».
- 1919 — открытие первого рабочего факультета в Москве.
- 1920
  - Войска Красной Армии, при поддержке местных коммунистов, ликвидировали Хивинское ханство.
  - Между РСФСР и Эстонией подписан Тартуский мирный договор.
  - Мемельская область, согласно Версальскому мирному договору, передана под коллективное управление стран Антанты.
- 1922 — во Франции впервые целиком издан роман Джеймса Джойса «Улисс».
- 1924
  - Во время Зимних Олимпийских игр в Шамони основана Международная федерация лыжного спорта.
  - Председателем Совета народных комиссаров СССР назначен А. И. Рыков.
- 1925 — бег спасения к Ному: за 5 с половиной дней на собачьих упряжках доставляется в Ном (Аляска) антитоксин от дифтерии, эпидемия которой поразила город. В память о событии проводятся ежегодные гонки «Айдитарод».
- 1932 — начало работы Женевской конференции по разоружению 1932—1935 гг. с участием 63-х государств.
- 1935 — Леонард Килер — сотрудник лаборатории научных методов раскрытия преступлений при Северо-западном Университете — протестировал первый полиграф.
- 1939 — на верфи голландского города Флиссинген спущена на воду самая известная польская подводная лодка Второй мировой войны ORP Orzeł.
- 1941 — Поднялся в воздух первый серийный Мессершмитт — Messerschmitt Me.163 Komet.
- 1942 — генерал Джозеф Стилвелл стал начальником штаба генералиссимуса Чан Кайши и командующим Китайско-Индийско-Бирманским театром военных действий.
- 1943
  - Капитуляция немцев под Сталинградом, окончание Сталинградской битвы.
  - Указом Президиума Верховного Совета СССР учреждена медаль «Партизану Отечественной войны».
- 1944
  - Волынская резня: отряд УПА атаковал колонну польских беженцев, двигавшихся под конвоем немцев из города Лановцы в Тернопольской области. Погибло 129 человек[5].
  - Красная Армия заняла города Луцк и Ровно.
- 1945 — митрополит Алексий (Симанский) был избран Патриархом Московским и всея Руси на первом Поместном соборе Патриаршей Церкви (не обновленцев) после 1918 года.
- 1946 — подписан указ, согласно которому Южный Сахалин и Курильские острова вошли в состав СССР.
- 1951 — в штате Виргиния казнены семеро чернокожих (т. н. «Мартинсвильская семёрка[англ.]»), обвинявшихся в сексуальных домогательствах к белой женщине. В защиту осуждённых выступали, в том числе, Дмитрий Шостакович и Сергей Прокофьев.
- 1955 — Индия и СССР подписали Соглашение о сотрудничестве в строительстве металлургического завода в Бхилаи.
- 1959 — гибель тургруппы Дятлова на Северном Урале, когда при невыясненных обстоятельствах погибла группа туристов.
- 1961 — первый полёт первой советской двухступенчатой МБР на высококипящих компонентах топлива с автономной системой управления, «Р-16».
- 1968 — Хилмар Баунсгорд стал премьер-министром Дании.
- 1970 — в Мюнхене впервые произошла операция по трансплантации нерва.
- 1971 — в иранском городе Рамсар была подписана «Конвенция о водно-болотных угодьях» (англ. Convention on Wetlands). Этот документ более известен под названием «Рамсарская конвенция».
- 1974 — первый полёт по программе испытаний F-16 «Файтинг Фолкон».
- 1982
  - Вертолёт Ми-26 поднял 10 тонн полезной нагрузки на высоту 6,4 км.
  - Сирийские вооружённые силы подвергли бомбардировке, а затем взяли штурмом город Хама с целью подавить восстание исламистов под началом «Братьев-мусульман».
- 1986 — впервые женщины в Лихтенштейне участвуют в выборах.
- 1987 — на референдуме принята Конституция Филиппин.
- 1990 — в ЮАР отменён запрет на деятельность АНК.
- 1993
  - Вацлав Гавел стал первым президентом Чехии после распада Чехословакии.
  - Принята Конституция Андорры.
- 1998 — катастрофа рейса 387 Cebu Pacific на Филиппинах. Самолёт Дуглас DC-9 врезался в гору. 104 человека погибли.
- 1999 — Уго Чавес стал президентом Венесуэлы.

### XXI век
- 2003 — в Кыргызстане прошёл референдум, принявший новую редакцию Конституции республики (подписана президентом Кыргызстана 18 февраля).
- 2005 — Арманду Эмилио Гебуза стал президентом Мозамбика.
- 2008
  - В Елисейском дворце в Париже состоялось бракосочетание бывшего президента Франции Николя Саркози и Карлы Бруни.
  - В магазине одежды «Lane Bryant[англ.]» в Тинли-Парке произошла кровавая бойня[6].
  - Вторая гражданская война в Чаде: началась битва за Нджамену.
- 2009
  - В Зимбабве произошла деноминация по курсу 1 000 000 000 000 : 1[7].
  - Выведен на околоземную орбиту исследовательский и телекоммуникационный спутник Ирана «Омид» (в переводе — «Надежда»), первый запущенный самостоятельно. Ракета-носитель — Сафир-2 («Посланник»).

## Родились
См. также: Категория:Родившиеся 2 февраля

### До XIX века

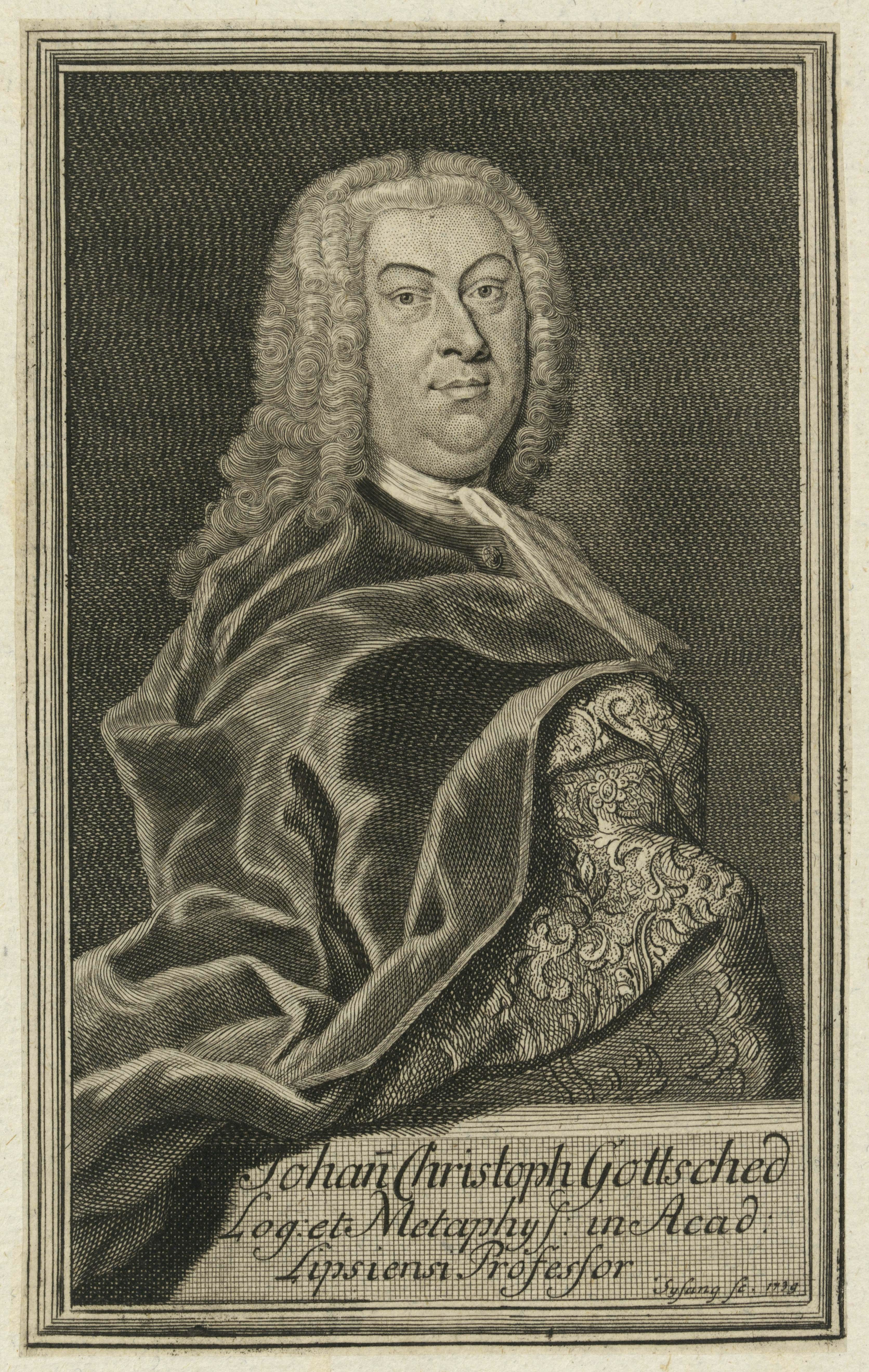
Иоганн Кристоф Готтшед, 1739

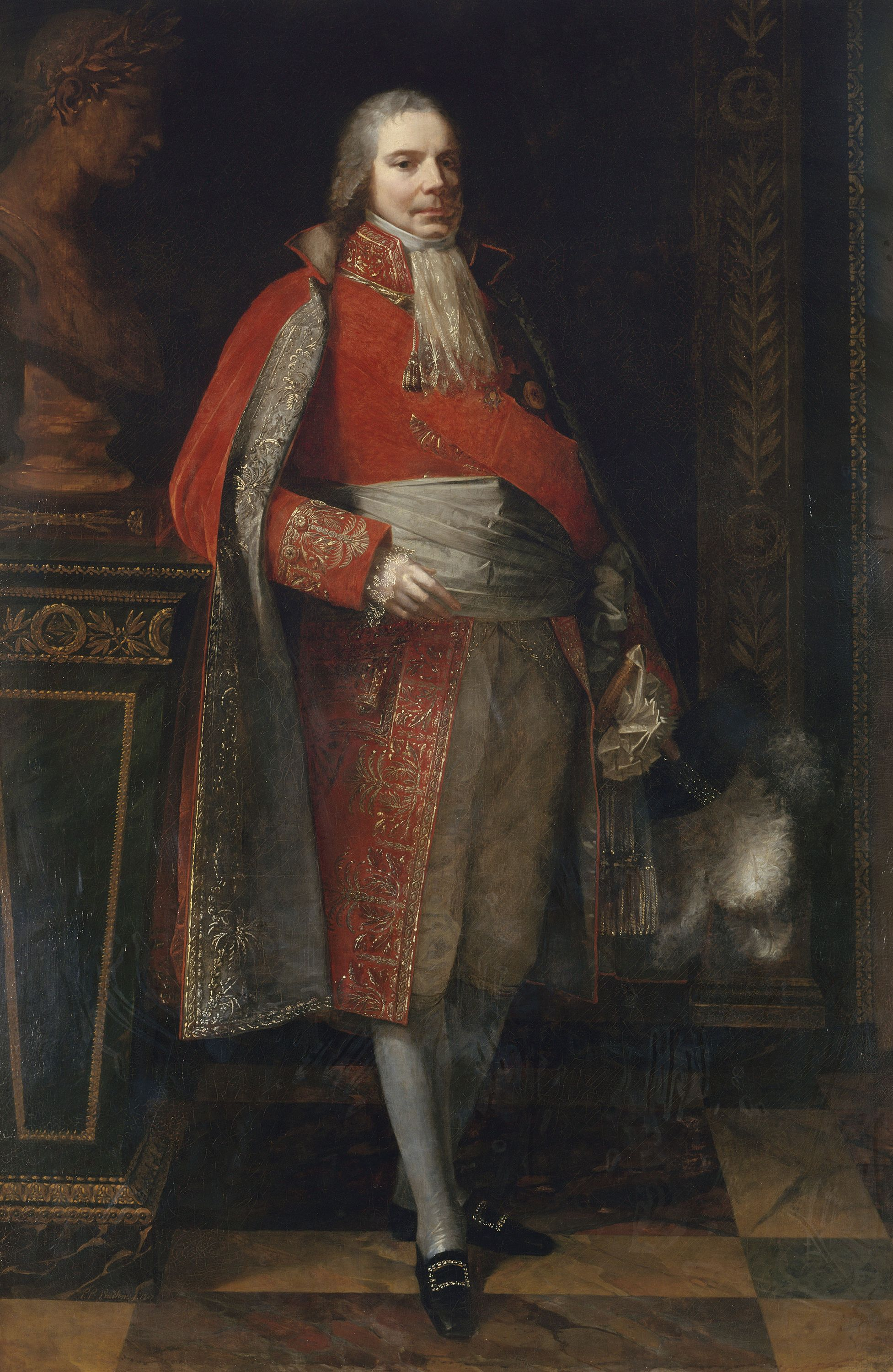
Шарль Морис де Талейран, портрет работы П.-П. Прюдона, 1807

- 1208 — Хайме I (ум. 1276), король Арагона (1213—1276).
- 1494 — Бона Сфорца (ум. 1557), вторая супруга польского короля Сигизмунда I.
- 1522 — Лодовико Феррари (ум. 1565), итальянский математик.
- 1536 — Пётр Скарга (ум. 1612), польский католический теолог, проповедник, первый ректор Виленского университета.
- 1595 — Якоб ван Кампен (ум. 1657), голландский архитектор, живописец, представитель классицизма.
- 1616 — Себастьян Бурдон (ум. 1671), французский художник, гравёр.
- 1619 — Уолтер Чарлтон, английский придворный медик, доктор медицины, светский богослов, писатель, натурфилософ.
- 1649 — Бенедикт XIII (в миру Пьетро Франческо Орсини де Гравина; ум. 1730), 245-й папа римский (с 1724).
- 1650 — Нэлл Гвин (ум. 1687), английская актриса.
- 1669 — Луи Маршан (ум. 1732), французский органист, пианист, композитор.
- 1700 — Иоганн Кристоф Готтшед (ум. 1766), немецкий писатель, критик, историк литературы и театра.
- 1754 — Шарль Морис де Талейран (ум. 1838), французский политик и дипломат, министр иностранных дел при трёх режимах.
- 1785 — Изабелла Анджела Кольбран (ум. 1845), итальянская певица (драматическое сопрано).
- 1786 — Жак Филлип Мари Бине́ (ум. 1856), французский математик, механик и астроном.
- 1791 — Пётр Калайдович (ум. 1839), русский преподаватель словесности, лингвист и поэт.

### XIX век

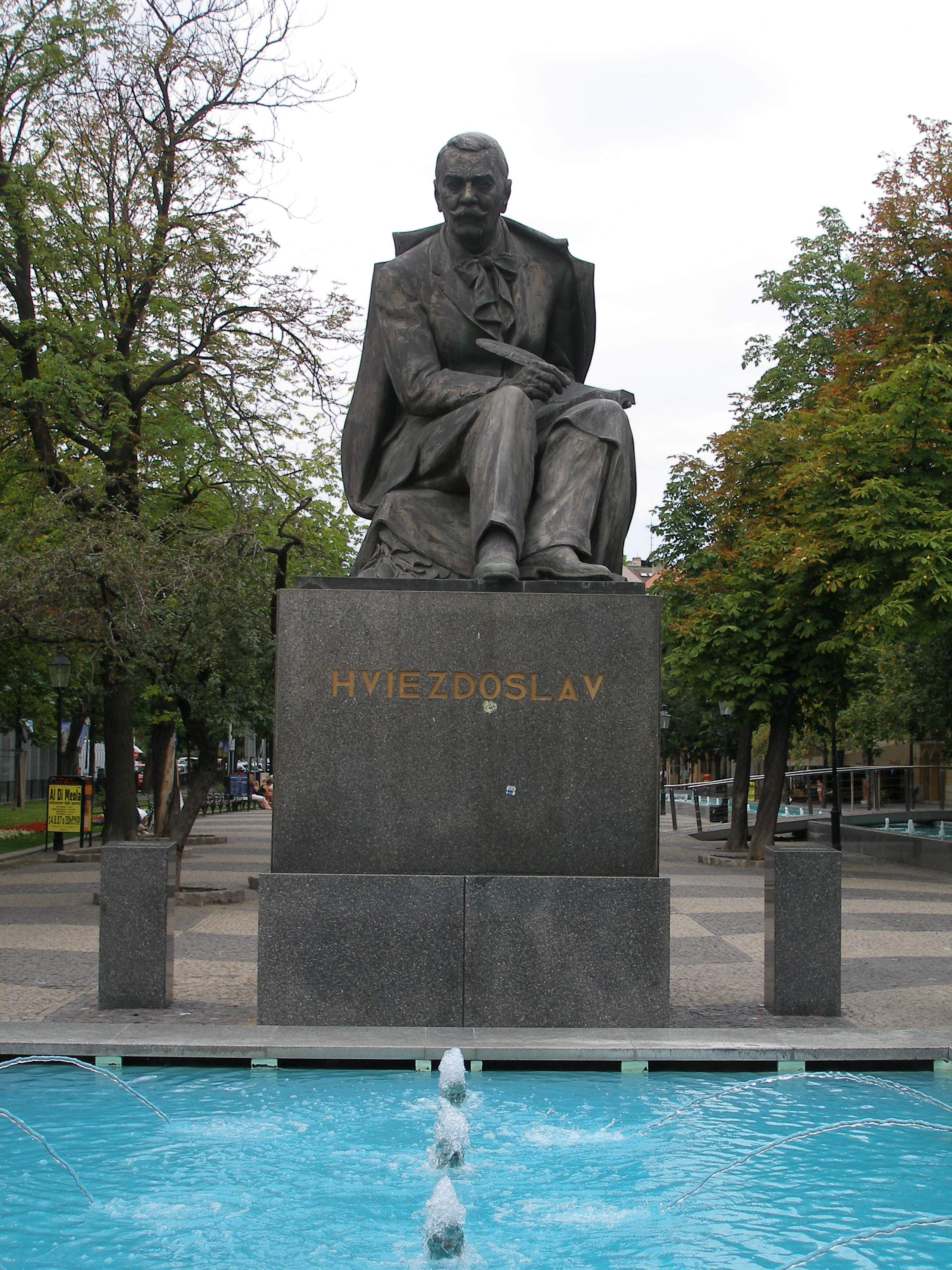
Памятник Гвездославу в Братиславе

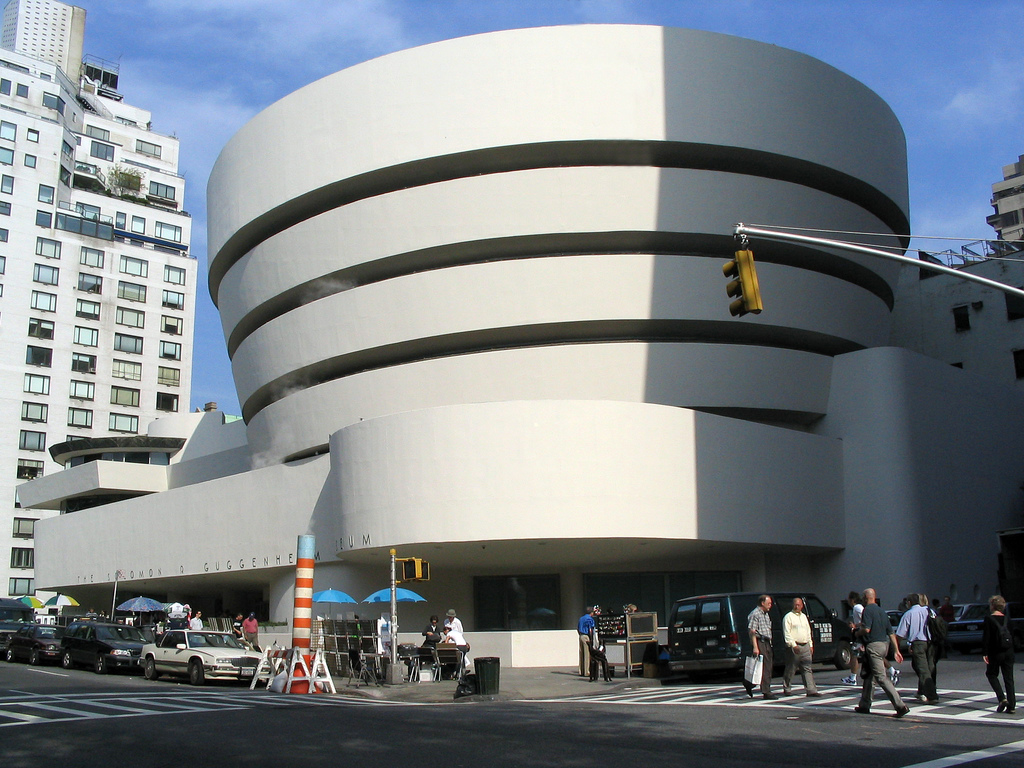
Музей Соломона Р. Гуггенхайма, Нью-Йорк

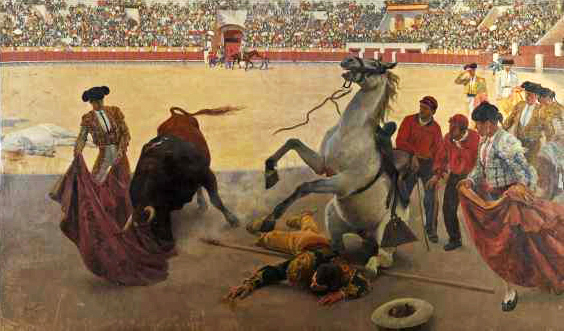
Энрике Симоне. El Quite, 1897

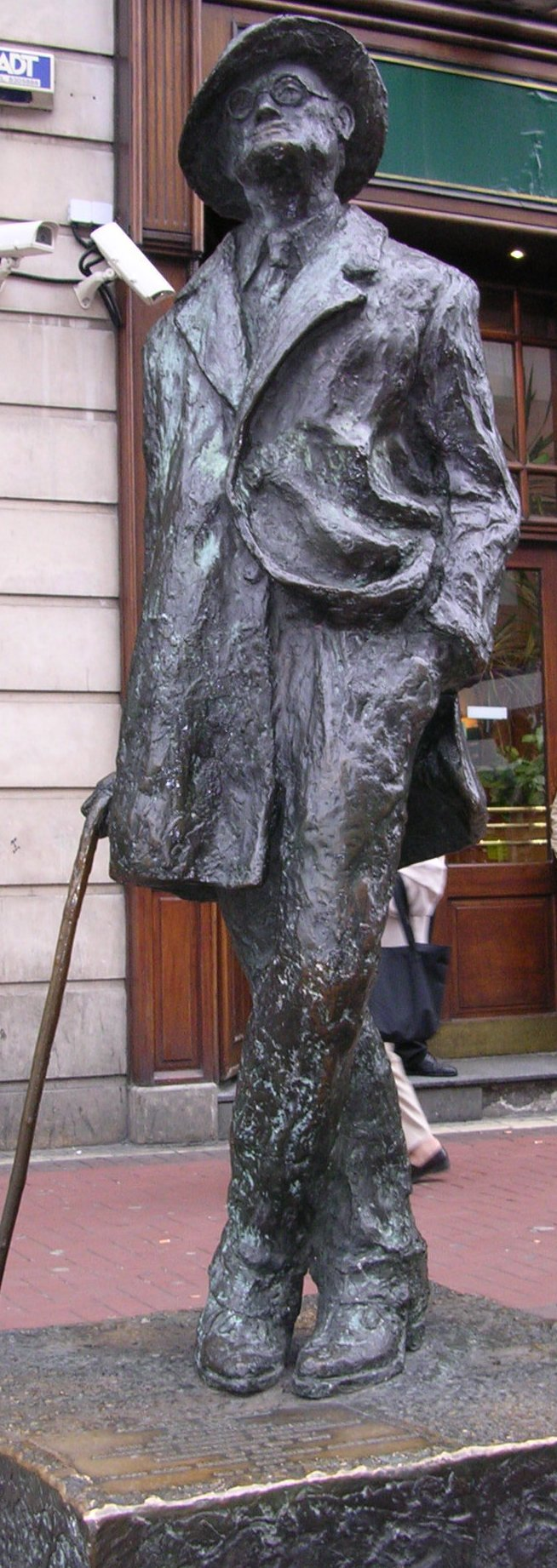
Статуя
Джеймса Джойса
в Дублине

- 1802 — Жан Батист Буссенго (ум. 1887), французский химик, один из основоположников научной агрохимии.
- 1812 — Евгений Гребёнка (ум. 1848), украинский и русский писатель, автор романа «Чайковский», песни «Очи чёрные» и др.
- 1821 — Вильгельм Ине (ум. 1902), немецкий историк.
- 1822 — Александр Пальм (псевдоним П. Альминский; ум. 1885), русский писатель, участник кружка М. В. Петрашевского.
- 1829 — Альфред Брем (ум. 1884), немецкий учёный-зоолог и путешественник.
- 1838 — Адольф Маркс (ум. 1904), русский книгоиздатель, педагог, собиратель народных песен.
- 1841 — Франсуа-Альфонс Форель (ум. 1912), швейцарский естествоиспытатель, врач, натуралист, основоположник лимнологии.
- 1849 — Павол Орсаг Гвездослав (ум. 1921), словацкий поэт.
- 1852
  - Хосе Гуадалупе Посада (ум. 1913), мексиканский художник-график.
  - Габриелюс Ландсбергис-Жямкальнис (ум. 1916), литовский драматург, театральный деятель, публицист.
- 1857 — Шимон Холлоши (ум. 1918), венгерский живописец-реалист.
- 1861 — Соломон Гуггенхайм (ум. 1949), американский меценат, основатель Музея современного искусства в Нью-Йорке, создатель Фонда Гуггенхайма для поддержки искусства.
- 1866 — Энрике Симоне (ум. 1927), испанский исторический живописец.
- 1871 — Моисей (Мосе) Тоидзе (ум. 1953), грузинский живописец, народный художник СССР.
- 1873 — Лео Фалль (ум. 1925), австрийский композитор, автор оперетт «Принцесса долларов», «Разведённая жена», «Роза Стамбула», «Мадам Помпадур».
- 1875 — Фриц Крейслер (ум. 1962), австрийский скрипач, композитор, мастер скрипичных миниатюр.
- 1880 — Фредерик Лейн (ум. 1969), британский пловец, двукратный чемпион летних Олимпийских игр 1900.
- 1882 — Джеймс Джойс (ум. 1941), ирландский писатель, поэт, представитель модернизма.
- 1883 — Михаил Гнесин (ум. 1957), русский советский музыкальный педагог и композитор.
- 1885 — Михаил Фрунзе (ум. 1925), полководец Красной Армии времён Гражданской войны в России.
- 1888 — Наталья Крандиевская-Толстая (ум. 1963), русская советская поэтесса, писательница, мемуаристка.
- 1889 — Жан Мари Габриель Латр де Тассиньи (ум. 1952), маршал Франции.
- 1892 — Александр Степанов (ум. 1965), русский советский писатель, автор эпопеи «Порт-Артур».
- 1893 — Сухэ-Батор (Дамдины Сухэ-Батор; ум. 1923), руководитель Монгольской революции, один из основателей Монгольской народно-революционной партии.
- 1896 — Балис Сруога (ум. 1947), литовский писатель, критик, литературовед, театровед, переводчик.

### XX век

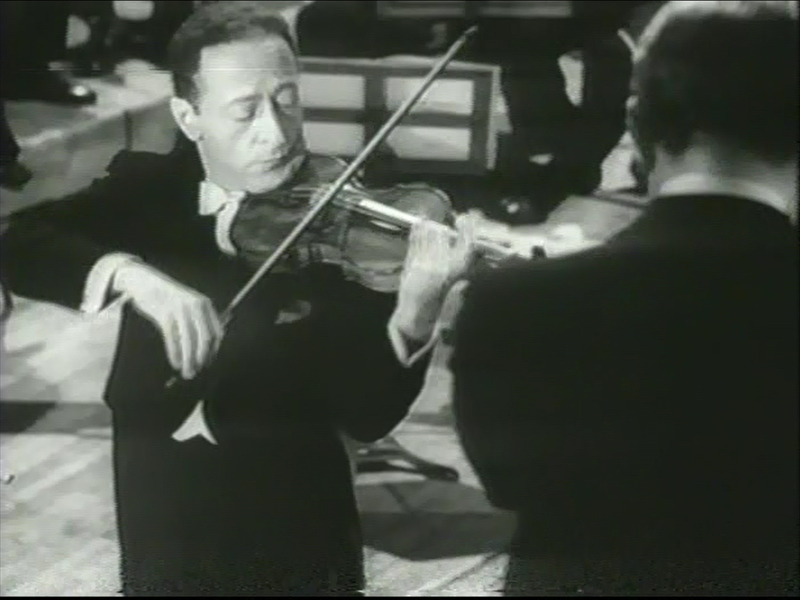
Яша Хейфец. Карнеги-холл, 1947

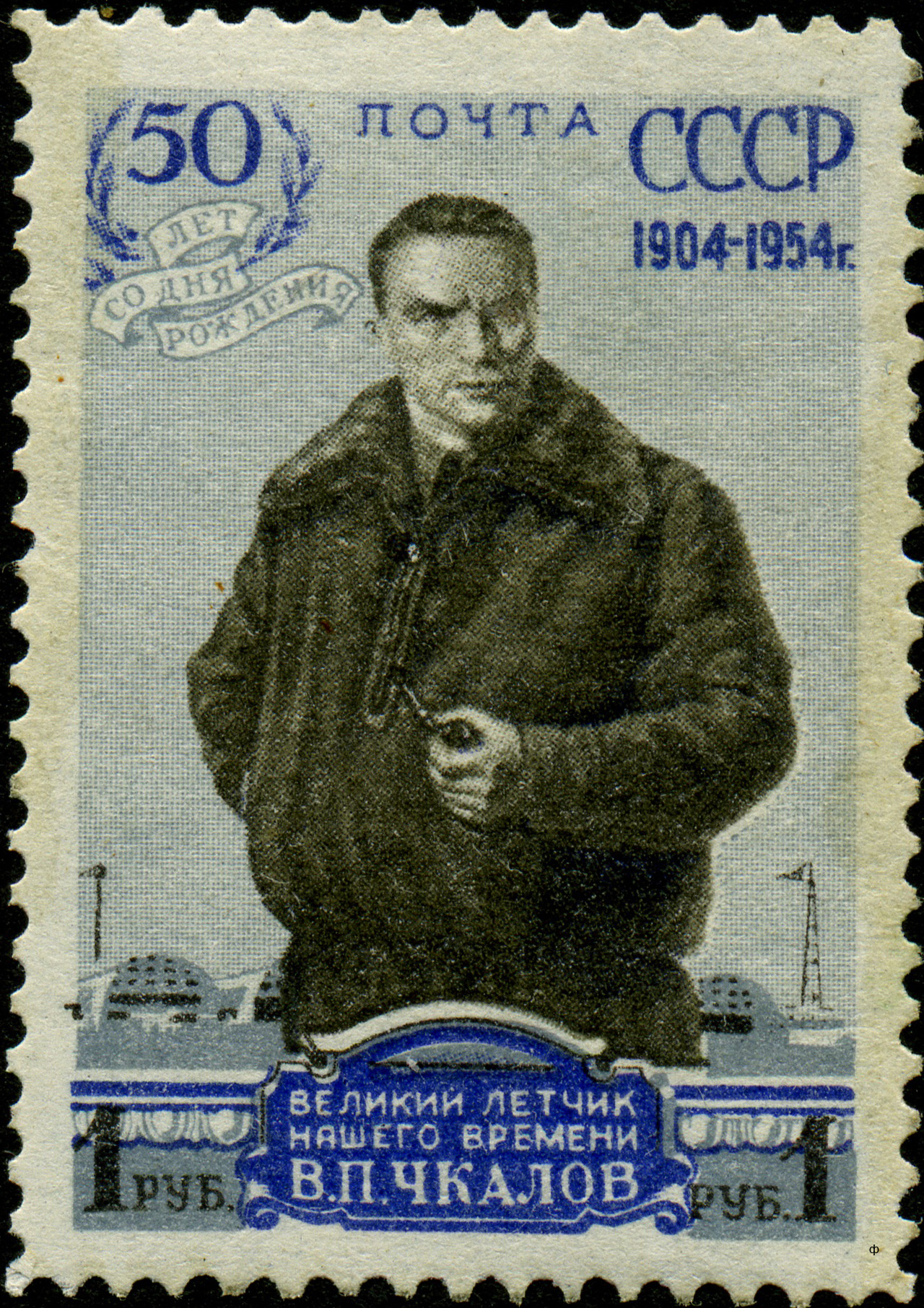
Валерий Чкалов

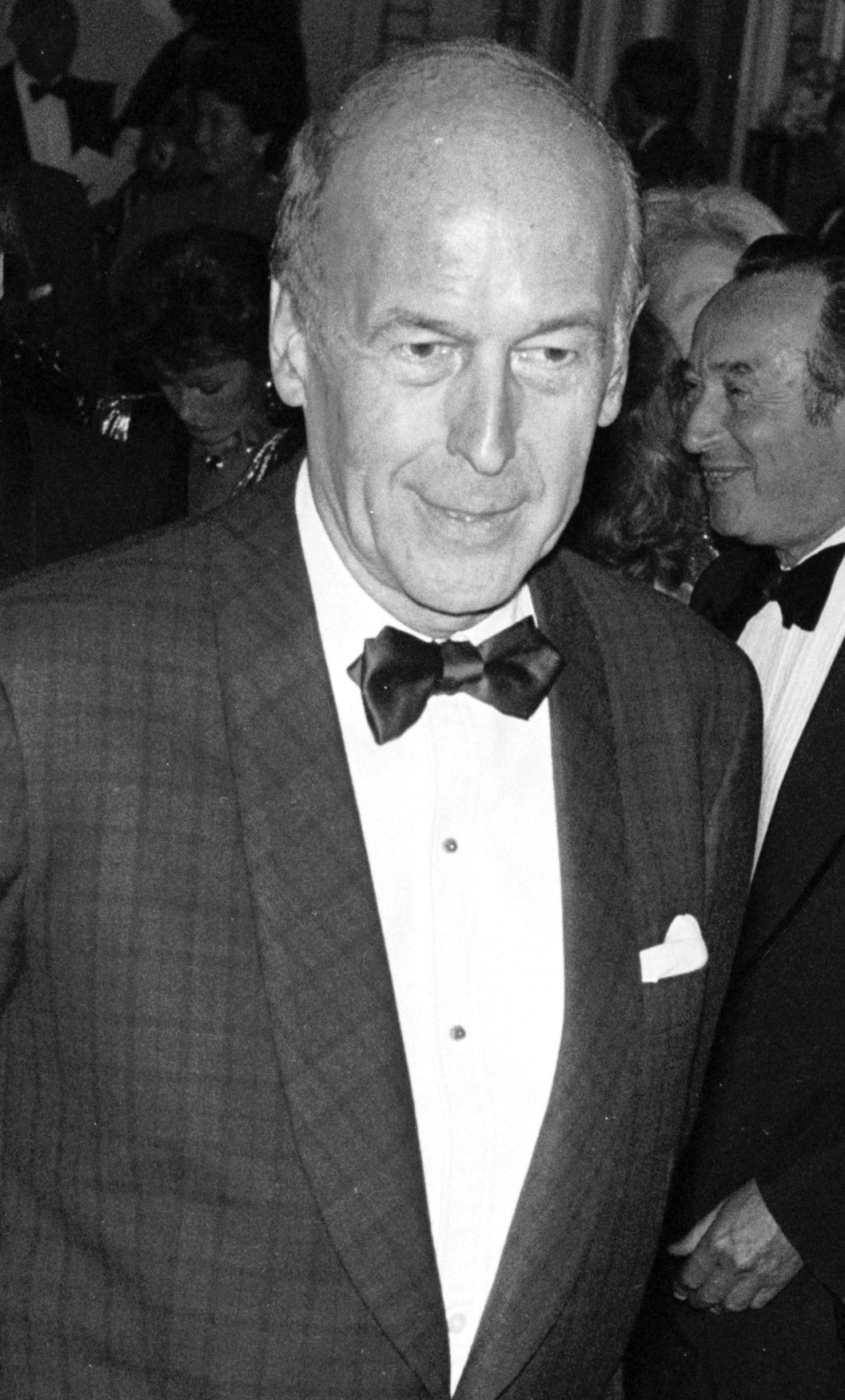
Валери Жискар д’Эстен, 1986

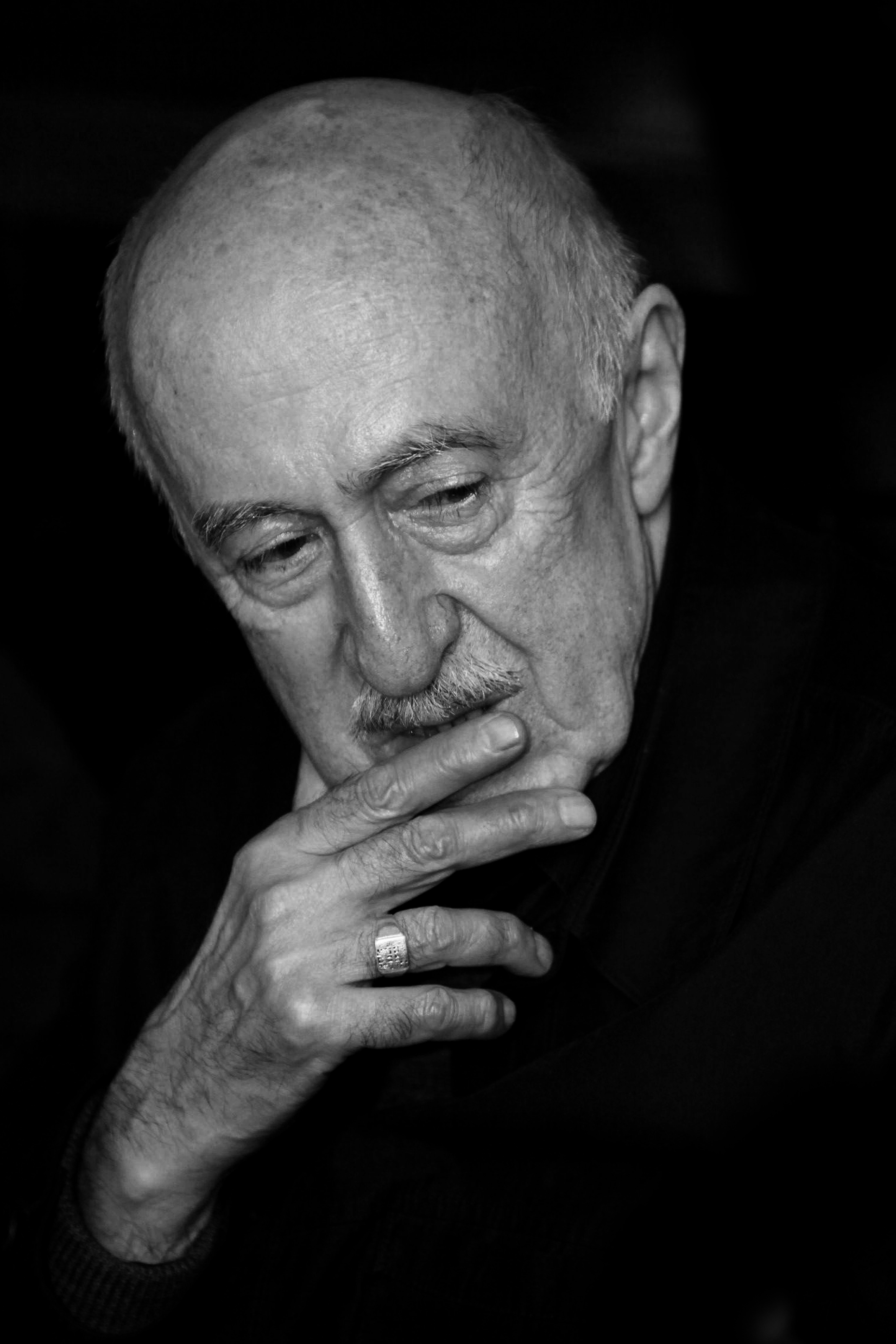
Отар Иоселиани, 2013

- 1901 — Яша Хейфец (ум. 1987), российский и американский музыкант еврейского происхождения, крупнейший скрипач XX века.
- 1904 — Валерий Чкалов (погиб в 1938), советский лётчик-испытатель, Герой Советского Союза.
- 1906 — Серафим Знаменский (ум. 1942), советский легкоатлет, стайер, победитель и призёр чемпионатов СССР.
- 1905
  - Айн Рэнд (наст. имя Алиса Зиновьевна Розенбаум; ум. 1982), американская писательница.
  - Николай Черский (ум. 1994), советский учёный в области разведки и разработки нефтяных и газовых месторождений.
- 1907 — Бернардас Бразджёнис (ум. 2002), литовский поэт и критик.
- 1914 — Галина Сергеева (ум. 2000), актриса театра и кино, заслуженная артистка РСФСР.
- 1915 — Игорь Полетаев (ум. 1983), русский советский учёный-кибернетик и физик.
- 1917 — До Мыой (ум. 2018), премьер-министр Вьетнама (1988—1991), генеральный секретарь Коммунистической партии Вьетнама (1991—1997).
- 1918 — Хелла Хаассе (ум. 2011), нидерландская писательница, родившаяся и выросшая в Индонезии.
- 1921 — Григорий Пономаренко (ум. 1996), композитор, баянист, народный артист СССР, автор песни «Оренбургский пуховый платок».
- 1923 — Жан Бабиле (ум. 2014), французский танцовщик, балетмейстер, хореограф.
- 1926 — Валери Жискар д’Эстен (ум. 2020), французский государственный и общественный деятель, президент Франции (1974—1981).
- 1927 — Стэн Гетц (ум. 1991), американский джазовый саксофонист.
- 1928 — Геллий Поваров (ум. 2004), советский и российский математик, философ, историк науки, профессор.
- 1929
  - Вера Хи́тилова (ум. 2014), чешский авангардный кинорежиссёр и сценарист, лидер чехословацкой «новой волны».
  - Джон Генри Холланд (ум. 2015), американский учёный, «отец» генетических алгоритмов.
- 1930 — Юрий Апресян, советский и российский лингвист, академик.
- 1931 — Дрис Ван Агт (ум. 2024), нидерландский государственный, политический и общественный деятель. Премьер-министр Нидерландов (1977—1982).
- 1934 — Отар Иоселиани (ум. 2023), советский и грузинский кинорежиссёр, сценарист, актёр, народный артист Грузии.
- 1935 — Евгений Велихов (ум. 2024), советский и российский физик-теоретик, академик, вице-президент АН СССР (1978—1991) и РАН (1991—1996).
- 1938
  - Татьяна Самусенко (ум. 2000), советская фехтовальщица на рапирах, трёхкратная олимпийская чемпионка, 5-кратная чемпионка мира
  - Александр Чудаков (ум. 2005), советский русский филолог, литературовед, писатель, специалист по творчеству Чехова.
- 1939 — Дэйл Мортенсен (ум. 2014), американский экономист, лауреат Нобелевской премии (2010).
- 1943 — Гульраиз Ахтар (ум. 2021), пакистанский хоккеист (хоккей на траве), олимпийский чемпион 1968 года.
- 1946
  - Исайяс Афеворки, эритрейский государственный деятель, первый и единственный президент Эритреи.
  - Альфа Умар Конаре, президент Мали (1992—2002).
- 1952 — Пак Кын Хе, южнокорейская женщина-политик, 11-й президент Республики Корея (2013—2017).
- 1955 — Лешек Энгелькинг, польский поэт, писатель, филолог, переводчик, литературный критик.
- 1956 — Аднан Октар (псевдоним Харун Яхья), турецкий публицист и писатель, исламский креационист.
- 1961 — Вячеслав Битаров, российский государственный и политический деятель, председатель правительства Республики Северная Осетия — Алания (2015—2016), глава Республики Северная Осетия — Алания (2016—2021).
- 1962 — Филипп Клодель, французский писатель и кинорежиссёр.
- 1963 — Андрей Киска, словацкий предприниматель и общественный деятель, Президент Словацкой Республики (2014—2019).
- 1965 — Олег Кувшинников, российский государственный и политический деятель, губернатор Вологодской области (2011—2023).
- 1966 — Андрей Чесноков, советский и российский теннисист, тренер.
- 1969 — Валерий Карпин, советский и российский футболист, тренер.
- 1970 — Эрик тен Хаг, нидерландский футболист и футбольный тренер.
- 1977 — Шакира (Шакира Исабель Мебарак Риполь), колумбийская певица, автор песен, танцовщица, продюсер, хореограф и модель.
- 1983 — Анастасия Давыдова, российская спортсменка, 5-кратная олимпийская чемпионка, 13-кратная чемпионка мира по синхронному плаванию.
- 1985 — Юлия Михальчик, российская поп-певица.
- 1987 — Жерар Пике, испанский футболист, чемпион мира (2010) и Европы (2012), супруг певицы Шакиры.
- 1988 — Марко Фаббри, итальянский фигурист, выступающий в танцах на льду, он серебряный (2023) и бронзовый (2024) призёр чемпионата мира, трёхкратный чемпион Европы (2023—2025).
- 1999 — Ферран Хутгла, испанский футболист.

### XXI век
- 2000 — Дмитрий Логинов, российский сноубордист, трёхкратный чемпион мира.

## Скончались
См. также: Категория:Умершие 2 февраля

### До XIX века

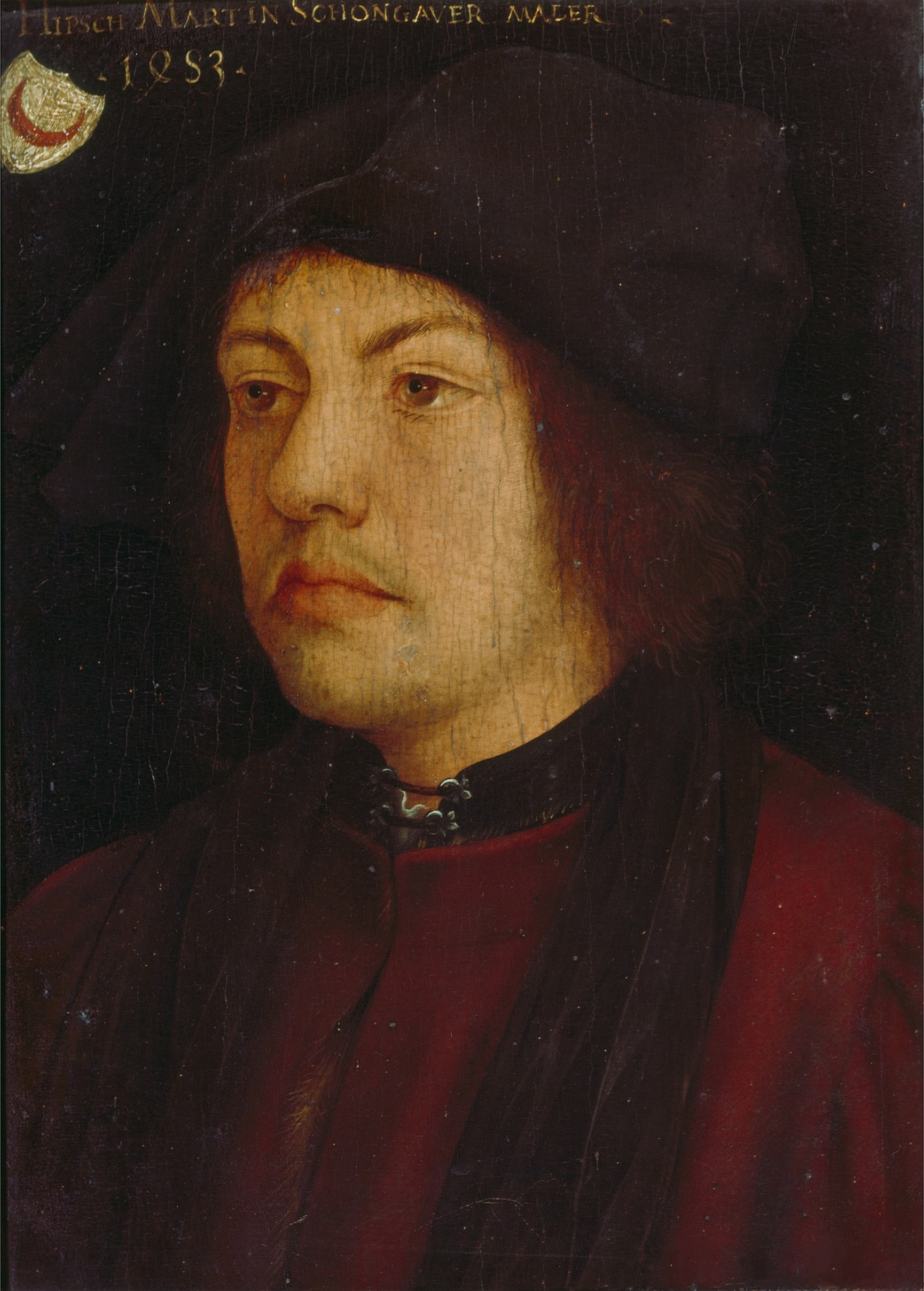
Ганс Бургкмайр
«Портрет Мартина Шонгауэра»,
ок. 1520

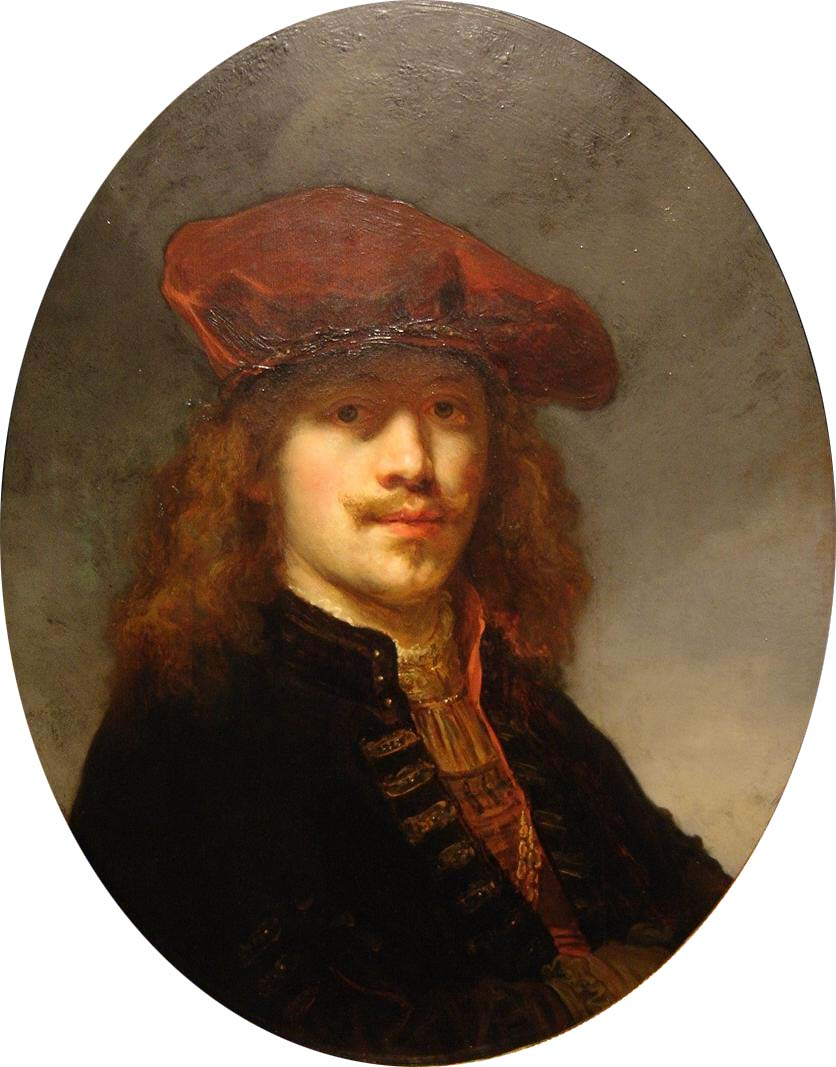
Говерт Флинк, автопортрет, ок. 1640

- 1218 — Константин Всеволодович (р. 1186), ростовский князь и великий князь владимирский, старший сын Всеволода III Юрьевича.
- 1294 — Людвиг II Строгий (р. 1229), герцог баварский (с 1253), из династии Виттельсбахов.
- 1353 — Анна Баварская (р. 1329), королева-консорт Германии и Богемии, супруга Карла IV.
- 1491 — Мартин Шонгауэр (р. между 1440 и 1450), немецкий живописец, рисовальщик, гравёр эпохи Возрождения.
- 1537 — Иоганн Карион (р. 1499), немецкий историк, математик, астроном.
- 1594 — Джованни Пьерлуиджи да Палестрина (р. 1525), итальянский композитор, глава римской полифонической школы.
- 1660 — Говерт Флинк (р. 1615), голландский живописец, портретист, мастер исторической картины.
- 1689 — Георг Динценхофер (р. 1643), немецкий архитектор, старший из братьев Динценхоферов.
- 1704 — Гийом Франсуа Лопиталь (р. 1661), французский математик, маркиз.
- 1723 — Антонио Вальсальва (р. 1666), итальянский анатом, исследователь органа слуха.
- 1763 — Эммануэль Эре (р. 1705), французский архитектор.
- 1768 — Шарль Этьенн Луи Камю (р. 1699), французский математик.
- 1769 — Климент XIII (в миру Карло делла Торре Реццонико; р. 1693), 248-й папа римский (1758—1769).

### XIX век
- 1822 — Жан-Батист Даво (р. 1742), французский композитор.
- 1856 — Екатерина Хитрово, настоятельница Крестовоздвиженской общины сестёр милосердия во время Крымской войны.
- 1880 — Александр Воскресенский (р. 1809), химик-органик, известный как «дедушка русской химии».
- 1881 — Алексей Писемский (р. 1821), русский писатель.
- 1882 — Фабио Кампана (р. 1819), итальянский композитор.

### XX век

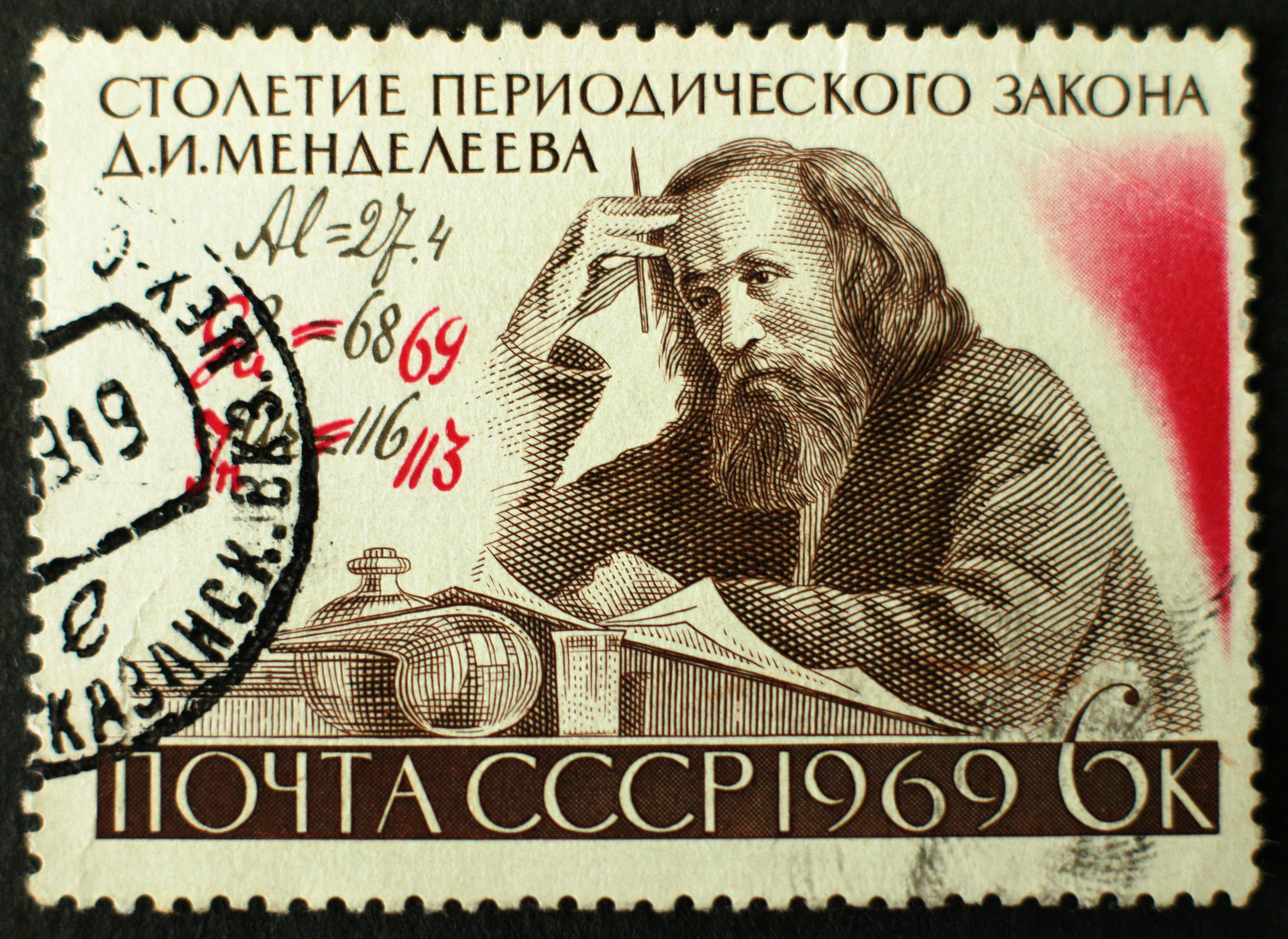
Дмитрий Менделеев

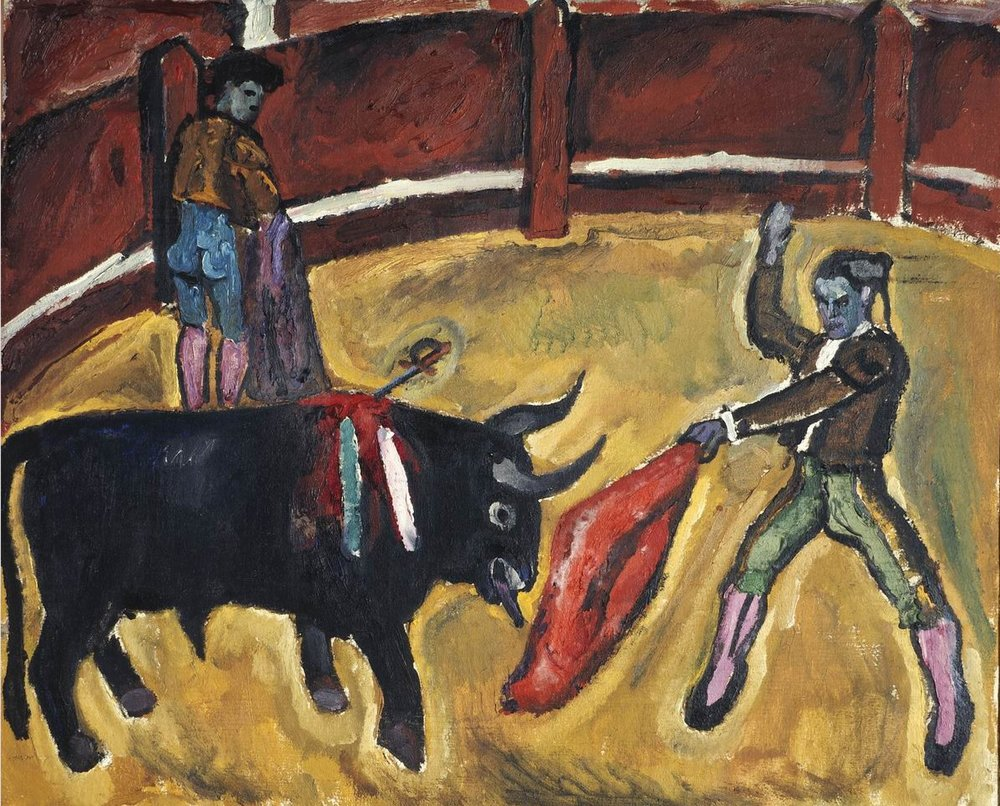
Пётр Кончаловский.
«Бой быков», 1910

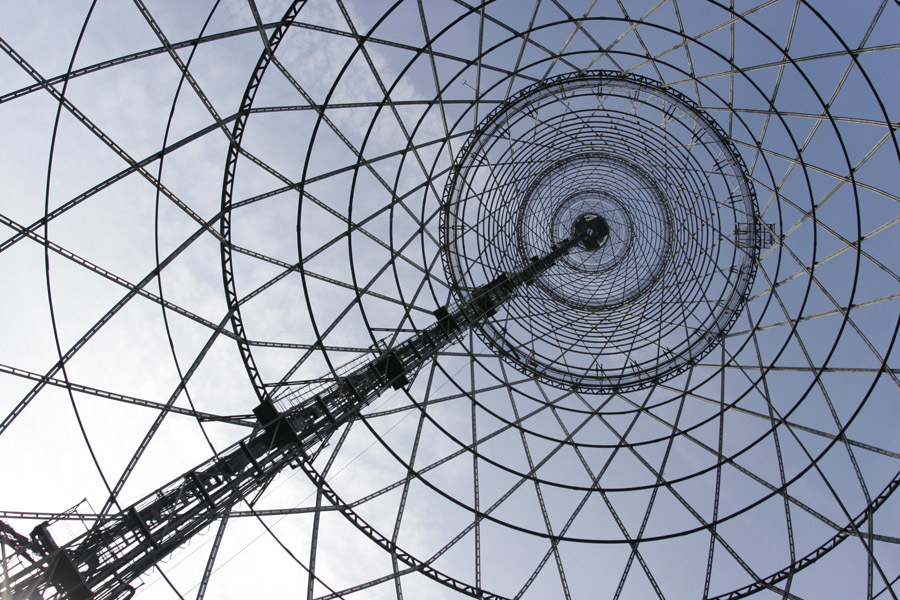
Шуховская башня изнутри

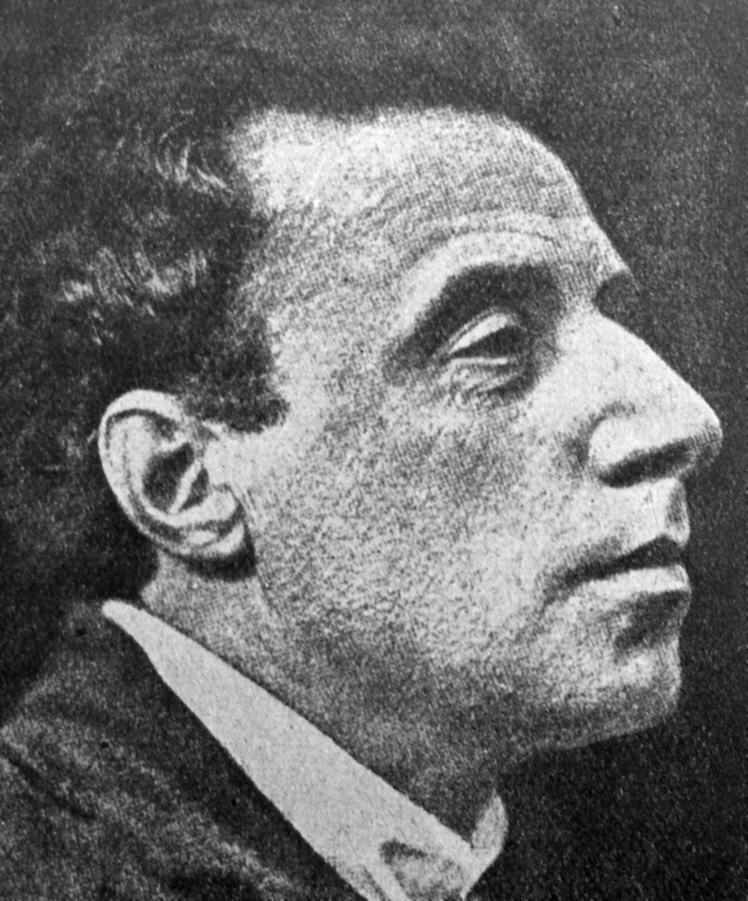
Всеволод Мейерхольд

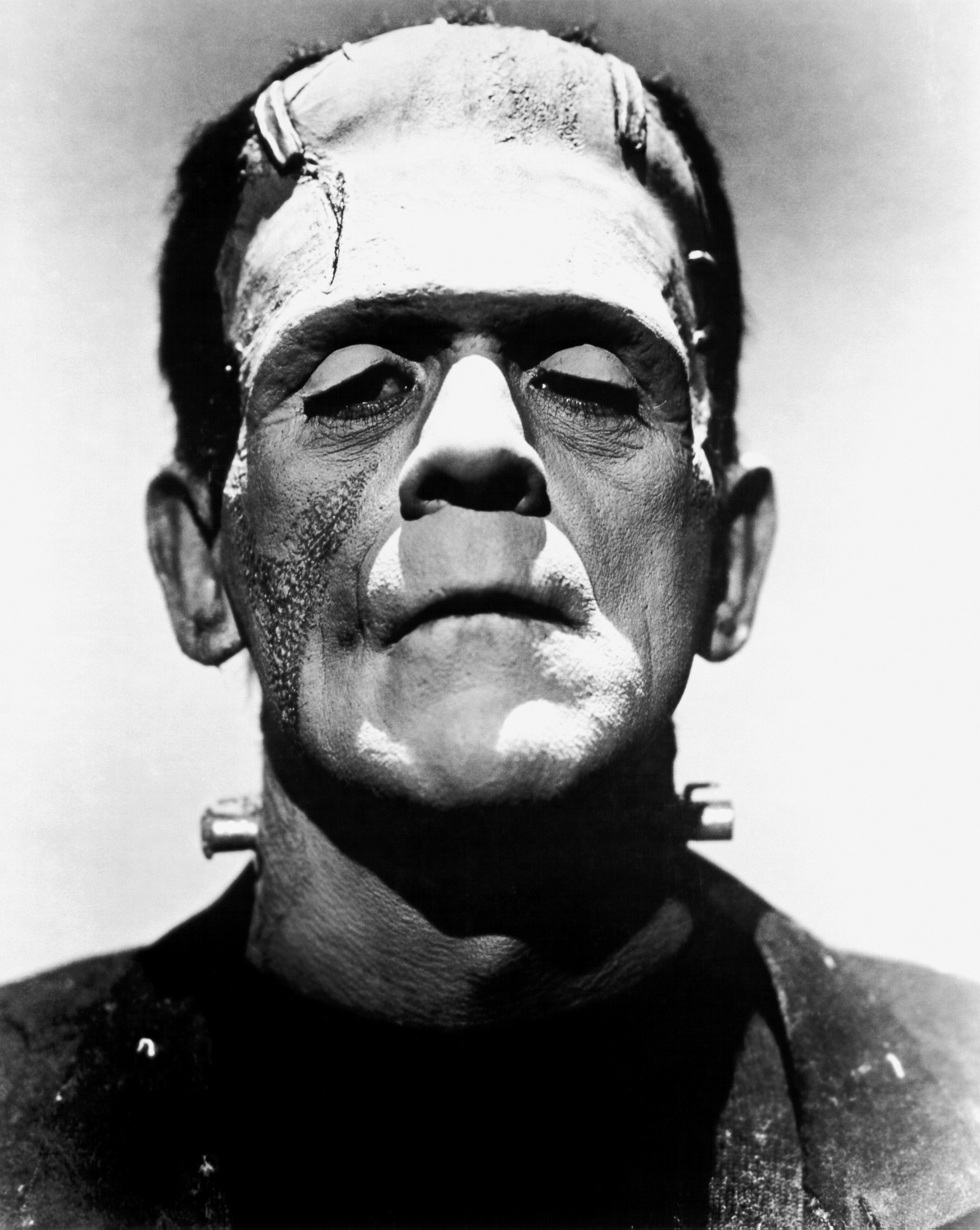
Борис Карлофф в фильме «Невеста Франкенштейна», 1935

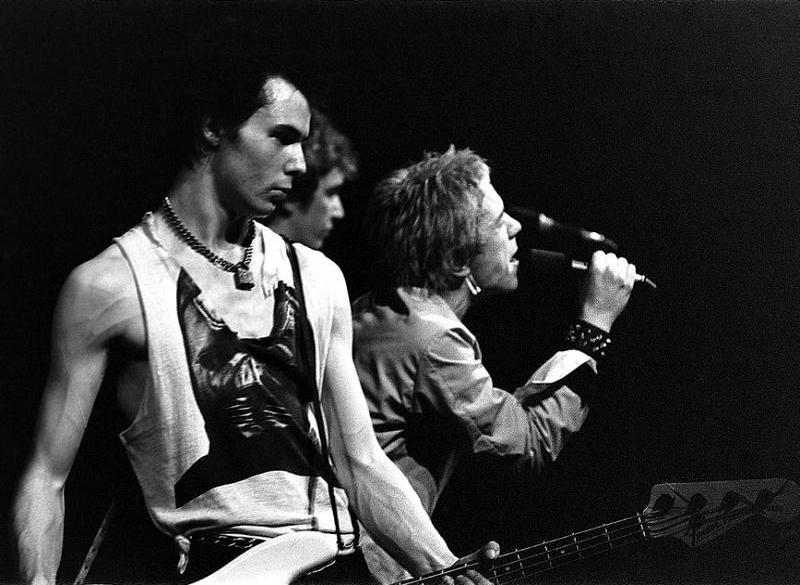
Сид Вишес, 1977

- 1901 — Виктор Пашутин (р. 1845), русский патофизиолог, профессор, начальник Императорской Военно-медицинской академии.
- 1905 — Филипп Вильгельм Адольф Бастиан (р. 1826), немецкий этнограф-путешественник, основатель Берлинского музея народоведения.
- 1907 — Дмитрий Менделеев (р. 1834), выдающийся русский химик, открывший Периодический закон химических элементов и составивший Периодическую систему химических элементов.
- 1913 — Карл Густав Патрик де Лаваль (р. 1845), шведский инженер и изобретатель.
- 1914 — Игнатьев Иван (р.1892), русский поэт, критик и теоретик эгофутуризма.
- 1919 — погиб Юлиус Куперьянов (р. 1894), русский офицер и эстонский военный деятель, глава крупного партизанского формирования, воевавшего против большевиков.
- 1924 — Мария Кривополенова (р. 1843), русская сказительница, сказочница, песенница.
- 1925 — Прохор Горохов (р. 1869), русский поэт-самоучка, автор слов песни «Бывали дни весёлые».
- 1926 — Владимир Сухомлинов (р. 1848), военный министр (1909—1915), обвинённый впоследствии в «неподготовленности России к войне».
- 1927 — Николай Рожков (р. 1868), русский историк и государственный деятель.
- 1939 — Владимир Шухов (р. 1853), русский инженер, изобретатель, почётный член Академии наук (1929).
- 1940
  - казнён Михаил Кольцов (урожд. Моисей Фридлянд; р. 1898), советский журналист, писатель, основатель и редактор журналов «Огонёк», «Крокодил», «За рубежом».
  - расстрелян Всеволод Мейерхольд (р. 1874), режиссёр, актёр, педагог, народный артист РСФСР, реформатор театра.
- 1942 — Даниил Хармс (наст. фамилия Ювачёв; р. 1905), русский советский писатель и поэт.
- 1945 — погиб в бою Фёдор Полетаев (р. 1909), советский солдат, герой Сопротивления в Италии, Герой Советского Союза.
- 1954 — Хелла Вуолийоки (р. 1886), финская писательница эстонского происхождения.
- 1956 — Пётр Кончаловский (р. 1876), русский советский художник, народный художник РСФСР.
- 1961
  - Анна Мэй Вонг (р. 1905), первая актриса-китаянка, ставшая звездой Голливуда.
  - Иосиф Орбели (р. 1887), российский и советский востоковед, академик АН СССР, первый президент АН Армении, директор Эрмитажа (1934—1951).
- 1966 — Павел Павлинов (р. 1881), русский советский художник-график, книжный иллюстратор, мастер ксилографии.
- 1969 — Борис Карлофф (наст. имя Уильям Генри Пратт; р. 1887), английский актёр, исполнитель роли Франкенштейна в одноимённом фильме ужасов.
- 1970 — Бертран Рассел (р. 1872), английский философ, лауреат Нобелевской премии по литературе (1950).
- 1973 — Александр Юрлов (р. 1927), советский хоровой дирижёр, музыкальный и общественный деятель, народный артист РСФСР.
- 1974 — Имре Ла́катос (р. 1922), английский философ-постпозитивист венгерского происхождения.
- 1979 — Сид Вишес (наст. имя Саймон Джон Ритчи; р. 1957), басист британской рок-группы «Sex Pistols».
- 1980 — Уильям Хоуард Стайн (р. 1911), американский биохимик, лауреат Нобелевской премии по химии (1972).
- 1986 — Георгий Тусузов (р. 1891), актёр театра и кино, заслуженный артист РСФСР.
- 1987 — Алистер Маклин (р. 1922), шотландский писатель, автор приключенческих романов.
- 1989 — Юрий Богатырёв (р. 1947), актёр театра и кино, народный артист РСФСР.
- 1990 — Мел Льюис (р. 1929), американский джазовый барабанщик, руководитель оркестра.
- 1993 — Василий Дульский (р. 1918), валторнист, военный дирижёр, педагог, композитор, заслуженный артист РСФСР.
- 1995 — Дональд Плезенс (р. 1919), английский актёр театра и кино.
- 1996 — Джин Келли (р. 1912), американский киноактёр, певец, хореограф и кинорежиссёр, лауреат премии «Оскар» (1952).
- 1998 — Раймонд Бернард Кеттел (р. 1905), британо-американский психолог, исследовал развитие личности и интеллекта человека.

### XXI век

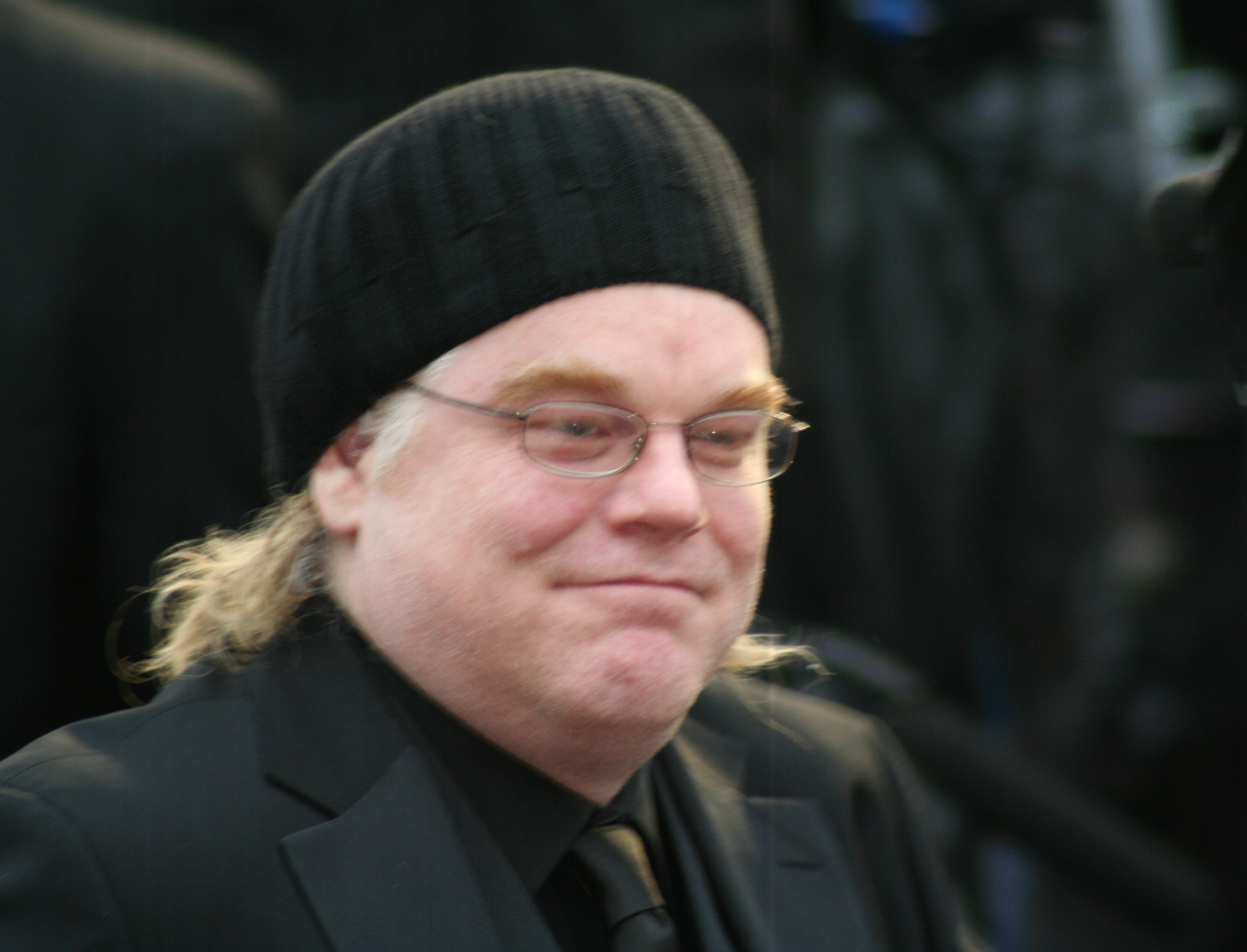
Филип Сеймур Хоффман, 2009

- 2005 — Макс Шмелинг (р. 1905), немецкий боксёр, первый (и до 2007 года единственный) немецкий чемпион мира в супертяжёлом весе (1930—1932).
- 2007 — Игорь Березовский (р. 1942), советский и российский художник, график, дизайнер.
- 2008 — Джошуа Ледерберг (р. 1925), американский генетик и биохимик, лауреат Нобелевской премии по физиологии и медицине (1958).
- 2013 — Владимир Балон (р. 1937), советский и российский актёр и спортсмен, чемпион СССР по фехтованию.
- 2014 — Филип Сеймур Хоффман (р. 1967), американский актёр, обладатель премий «Оскар» и «Золотой глобус».
- 2015 — Андрей Кузьменко (р. 1968), украинский певец, писатель, актёр, лидер группы «Скрябін».
- 2020 — Валентин Янин (р. 1929), советский и российский историк и археолог, академик.
- 2021
  - Эдвард Бабюх (р. 1927), польский государственный и политический деятель, глава правительства Польши (1980).
  - Милли Элизабет Хьюз-Фулфорд (р. 1945), астронавт США, химик. Совершила космический полёт на шаттле «Колумбия» (1990).
- 2023
  - Yung Trappa (р. 1995), российский хип-хоп-исполнитель.
  - Жан-Пьер Жабуй (р. 1942), французский автогонщик, пилот «Формулы-1».
- 2024 — Дон Мюррей (р. 1929), американский актёр.

## Народный календарь, приметы и фольклор Руси
Ефимий или Ефим-Обломи-Сын.
- Если в полдень солнце, то весна будет ранней, а лето дождливым[8].
- Ветер к сырому году[9].
- Завизжит метелица — всю неделю прометелится[10].